# Iglesia de San Bartolomé (Torreblanca)
La iglesia parroquial de San Bartolomé en Torreblanca (Provincia de Castellón, España) fue concebida por Juan Barceló en el siglo XVIII. 

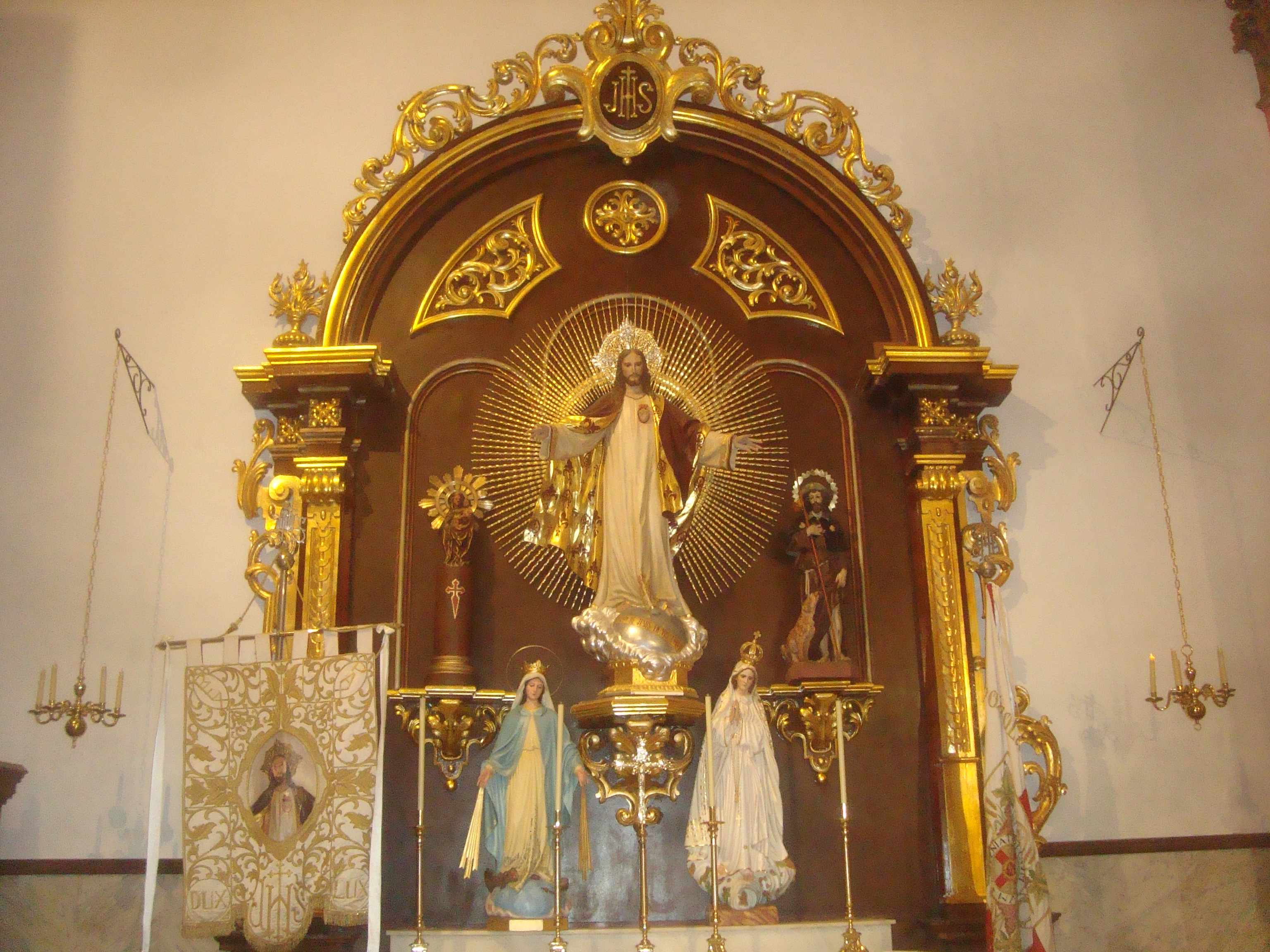
Retablo

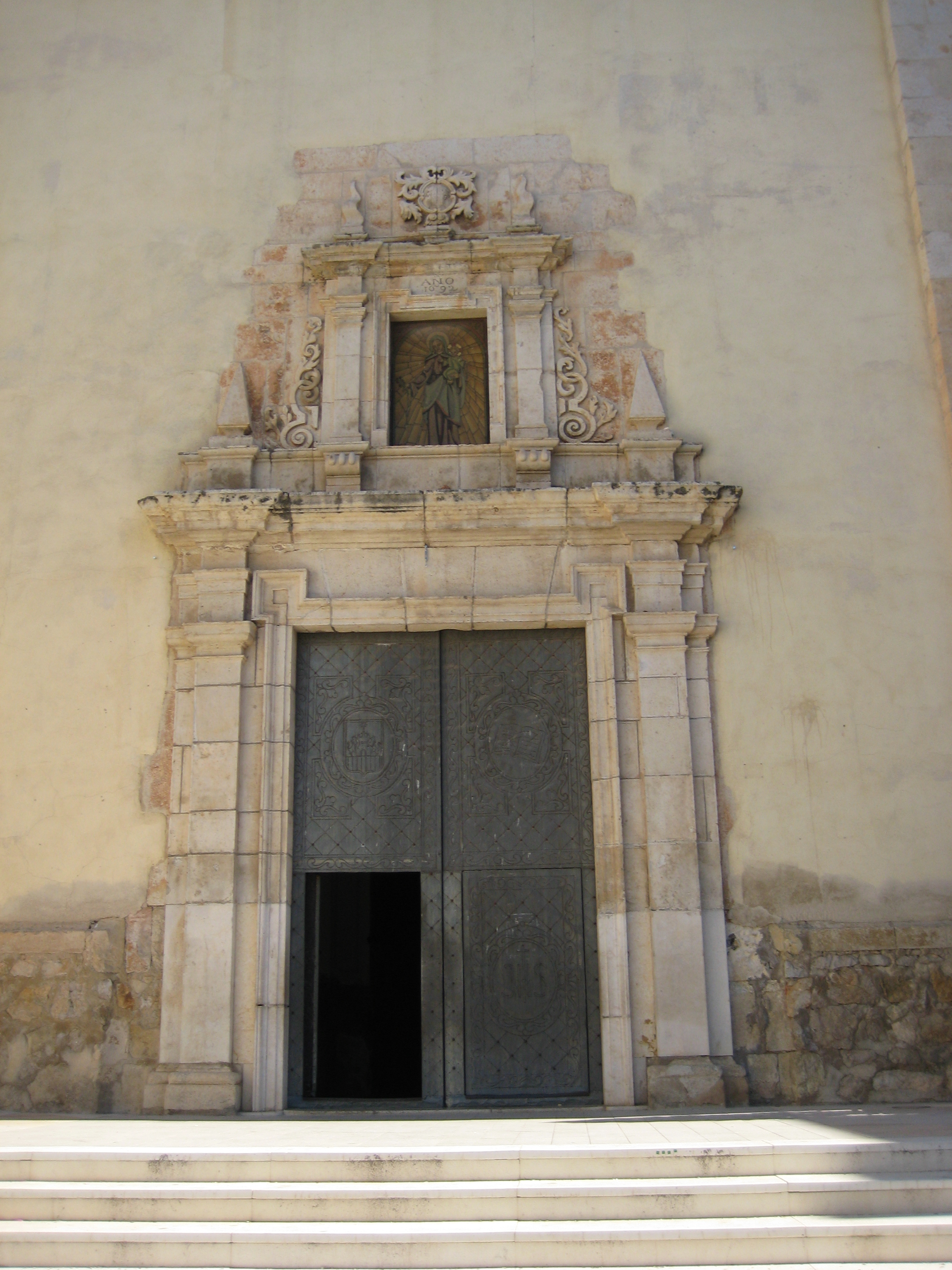
Portada

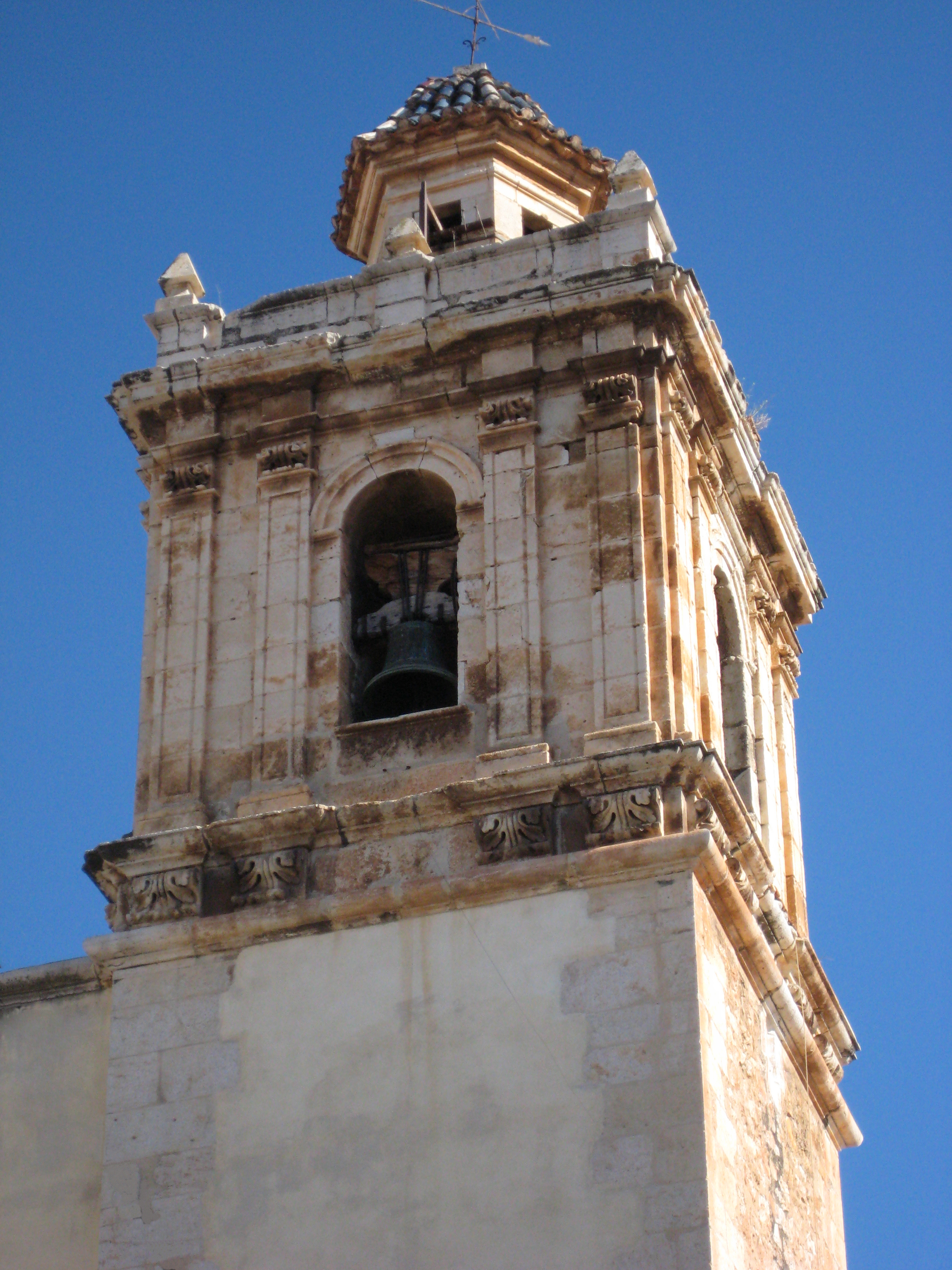
Campanario

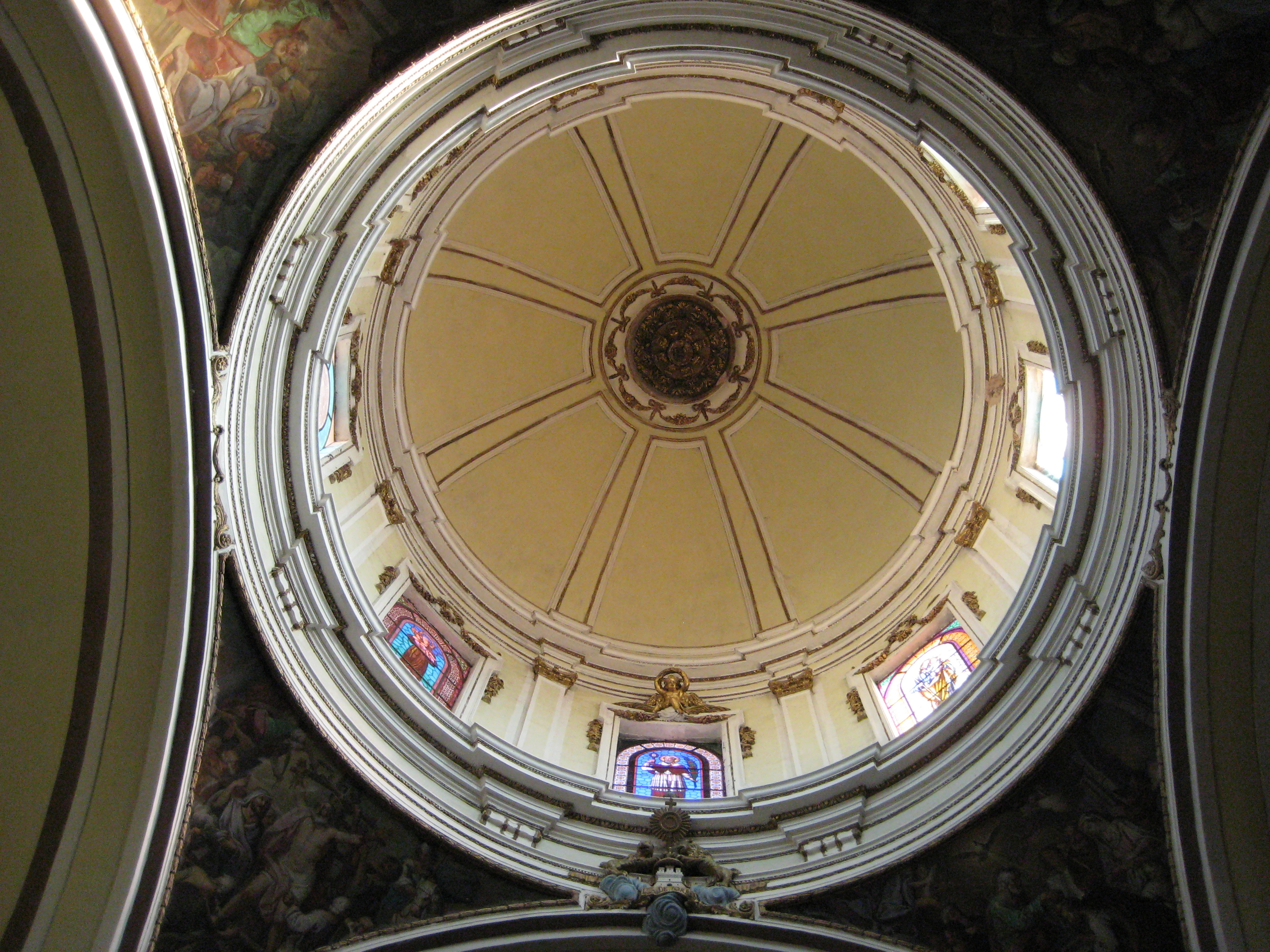
Cúpula

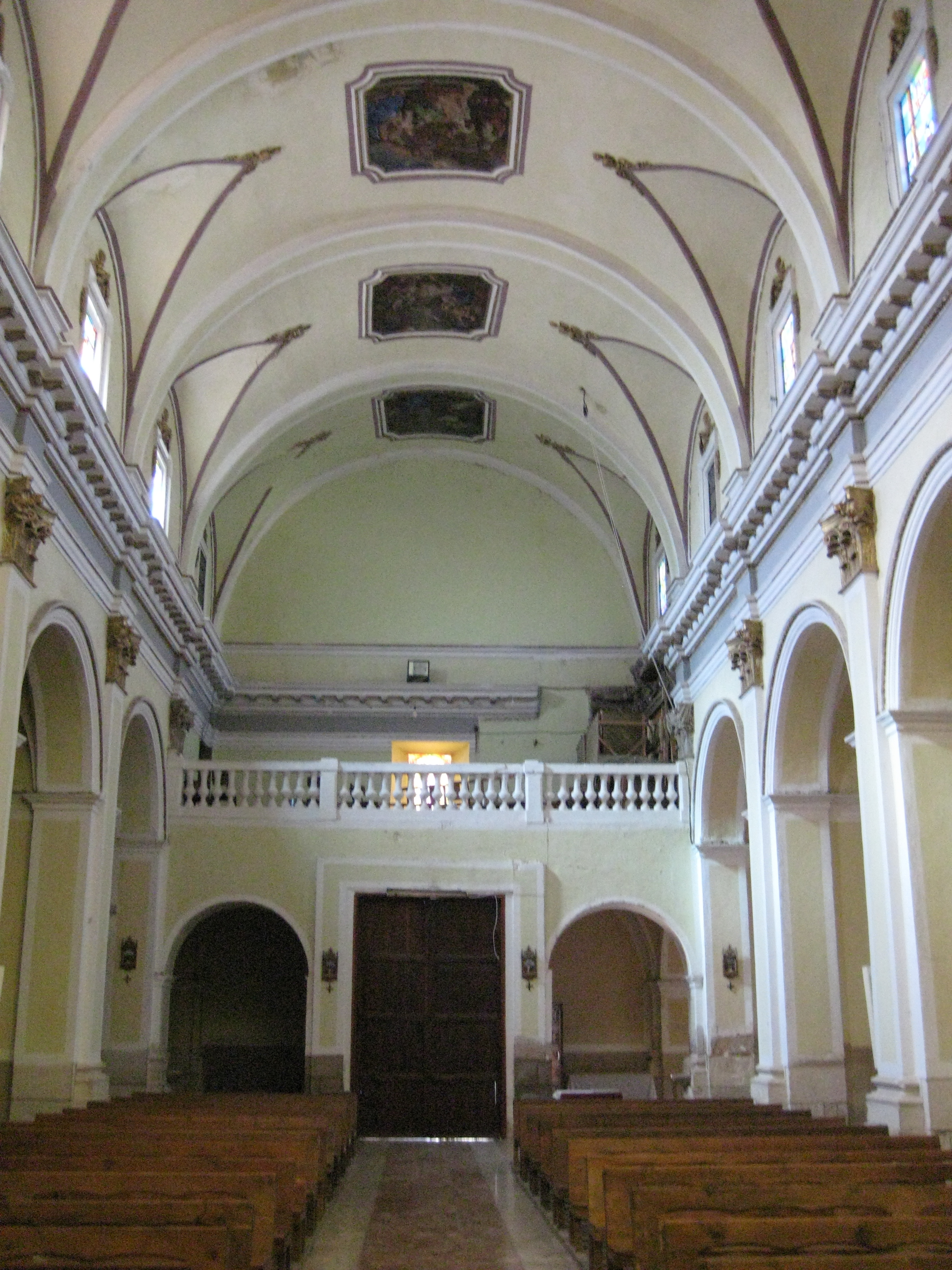
Nave central

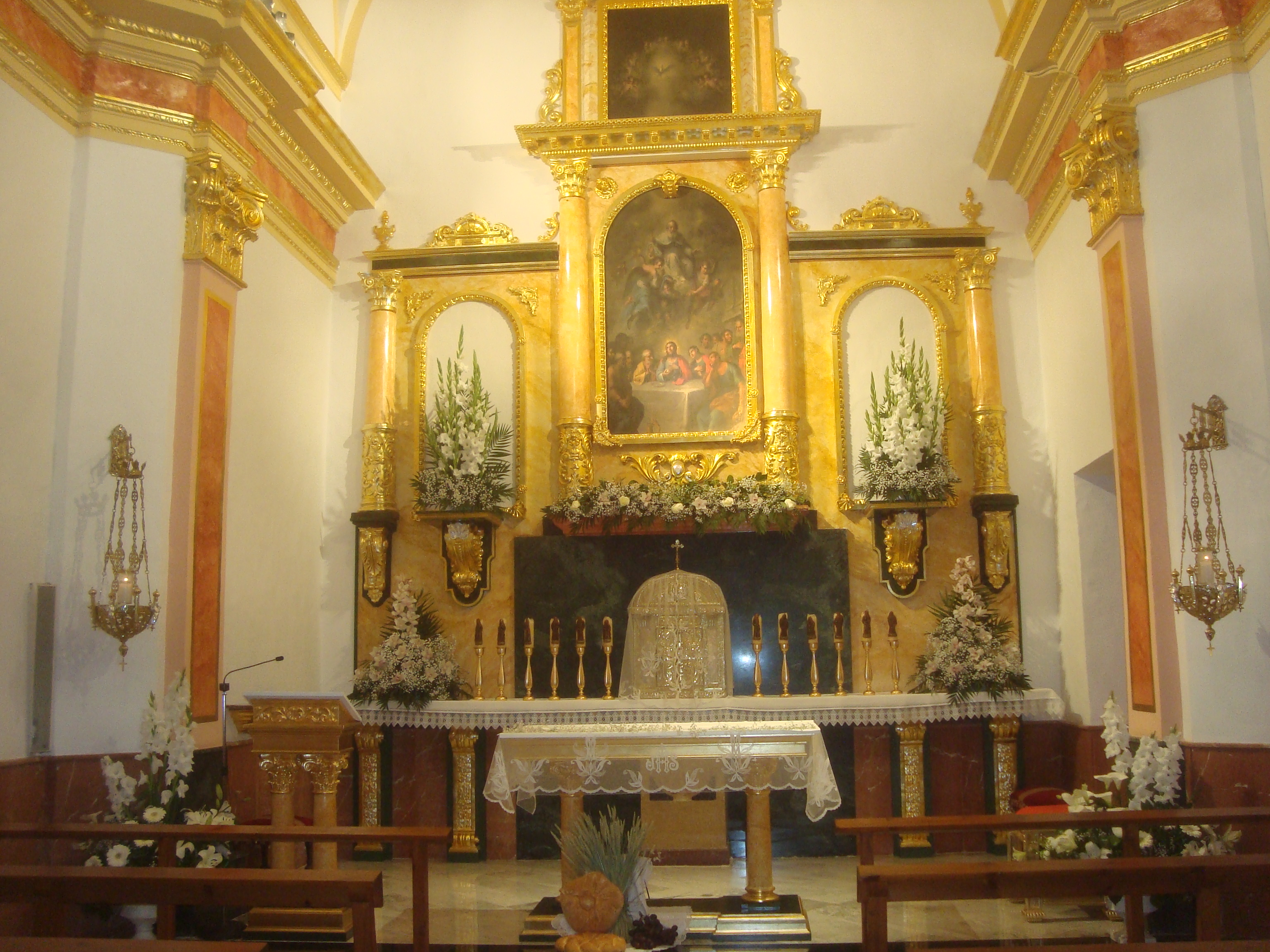
Capilla

El actual edificio es el sucesor de la segunda iglesia que se levantó en la población y que se inauguró en 1692. En el siglo XVIII, los fieles consideraron que era “sobradamente angosta” para los actos religiosos y decidieron ampliarla. Encargado de iniciar las obras fue Juan Barceló (arquitecto natural de Alcalá de Chivert), que se empezaron en 1774 y terminarían en 1805, dejándola en sus proporciones actuales. 
El templo consta de tres naves, con cuatro tramos y capillas laterales. Hay que destacar las bóvedas con cúpula de crucero y cubierta de tejas vidriadas en azul, típica de la Comunidad Valenciana. La luz directa entra a través de ocho espléndidos ventanales. Durante varios años ha recibido una completa rehabilitación, realizándose su inauguración el 10 de julio de 2021. 
Conserva en su interior valiosas obras como 11 frescos del morellano Joaquín Oliet, pintor famoso. La joya de las pinturas del edificio es un gran lienzo, situado en el Presbiterio (lado del Evangelio), también del mismo autor, titulado "La batalla de Tedeliz". Representa la leyenda que surgió a raíz del asalto pirático (“barreig”) de Torreblanca en 1397, según la cual un león arrebata la Custodia que se habían llevado los berberiscos, entregándosela al capitán de los cristianos que habían cruzado el Mediterráneo para rescatarla. El cuadro ha sido atribuido, durante largo tiempo, al pintor José Orient.